# Phasia violaceiventris
Phasia violaceiventris là một loài ruồi trong họ Tachinidae.